# پابلو سیسیلیا
پابلو سیسیلیا (انگلیسی: Pablo Sicilia؛ زادهٔ ۱۰ سپتامبر ۱۹۸۱) بازیکن فوتبال اهل اسپانیا است.
از باشگاه‌هایی که در آن بازی کرده‌است می‌توان به باشگاه ورزشی تنریف، باشگاه فوتبال اتلتیکو مادرید، باشگاه فوتبال اتلتیکو مادرید بی، و باشگاه فوتبال لاس پالماس اشاره کرد.